# Grand Prix Ruska

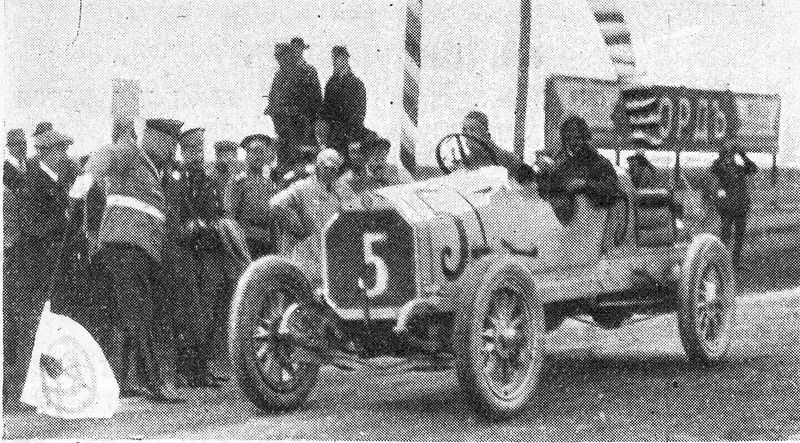
Georgij Suvorin během závodu 1913

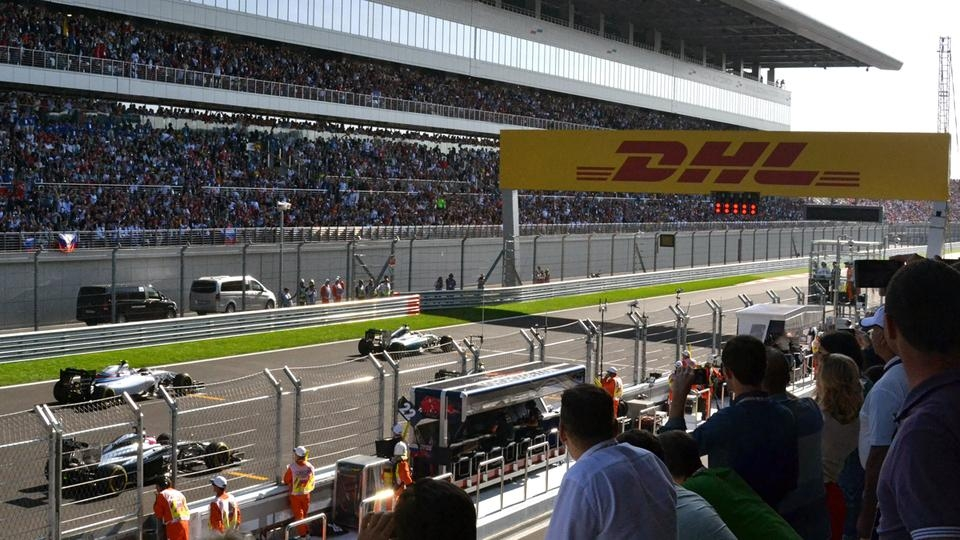
Start Grand Prix 2014 v Rusku

Grand Prix Ruska (rusky Гран-при России) je motoristický závod, který se konal v rámci seriálu Formule 1 v letech 2014–2021 na okruhu Soči Autodrom. 
Závod se poprvé konal již v roce 1913 v ruském Petrohradě. Závod byl zrušen po vypuknutí první světové války a ruské občanské války, během Sovětského svazu nikdy nebyl obnoven. Na 100. výročí od poslední ruské Grand Prix se závod konal poprvé v rámci série Formule 1 v roce 2014 v Soči po skončení Olympijských her. Smlouva byla podepsána na 7 let, poprvé se jelo 12. října 2014. Ruský tým Marussia nasadil jen jeden monopost z důvodu poškození monopostu Julese Bianchiho v předcházejícím závodě v Japonsku.
V roce 2021 byla smlouva prodloužena s tím, že od roku 2023 by se Grand Prix přesunula severně od Petrohradu na okruh Igora Drive zprovozněný v roce 2019. Závod v roce 2022 byl zrušen v důsledku ruské invaze na Ukrajinu, následně byla smlouva vypovězena i pro všechny budoucí ročníky.

## Vítěžové Grand Prix Ruska
Tučně jsou znázorněni účastníci aktuální sezóny šampionátu Formule 1.
Růžové pozadí znázorňuje závody, které nebyly součástí šampionátů Formule 1.

### Opakovaná vítězství (jezdci)
| Počet vítězství | Jezdec          | Roky                         |
| --------------- | --------------- | ---------------------------- |
| 5               | Lewis Hamilton  | 2014, 2015, 2018, 2019, 2021 |
| 2               | Valtteri Bottas | 2017, 2020                   |

### Opakovaná vítězství (týmy)
| Počet vítězství | Konstruktér | Roky                                           |
| --------------- | ----------- | ---------------------------------------------- |
| 8               | Mercedes    | 2014, 2015, 2016, 2017, 2018, 2019, 2020, 2021 |
| 2               | Benz        | 1913, 1914                                     |

### Opakovaná vítězství (dodavatelé motorů)
| Počet vítězství | Dodavatel | Roky                                           |
| --------------- | --------- | ---------------------------------------------- |
| 8               | Mercedes  | 2014, 2015, 2016, 2017, 2018, 2019, 2020, 2021 |
| 2               | Benz      | 1913, 1914                                     |

### Vítězové v jednotlivých letech
| Rok         | Jezdec          | Konstruktér | Trať          | Výsledky  |
| ----------- | --------------- | ----------- | ------------- | --------- |
| 2021        | Lewis Hamilton  | Mercedes    | Soči Autodrom | Výsledky  |
| 2020        | Valtteri Bottas | Mercedes    | Soči Autodrom | Výsledky  |
| 2019        | Lewis Hamilton  | Mercedes    | Soči Autodrom | Výsledky  |
| 2018        | Lewis Hamilton  | Mercedes    | Soči Autodrom | Výsledky  |
| 2017        | Valtteri Bottas | Mercedes    | Soči Autodrom | Výsledky  |
| 2016        | Nico Rosberg    | Mercedes    | Soči Autodrom | Výsledky  |
| 2015        | Lewis Hamilton  | Mercedes    | Soči Autodrom | Výsledky  |
| 2014        | Lewis Hamilton  | Mercedes    | Soči Autodrom | Výsledky  |
| 2013 – 1915 | Nejelo se       | Nejelo se   | Nejelo se     | Nejelo se |
| 1914        | Willy Schöll    | Benz        | Petrohrad     | Výsledky  |
| 1913        | Georgij Suvorin | Benz        | Petrohrad     | Výsledky  |